# Daniel Bélanger
Pour les articles homonymes, voir Bélanger.
Daniel Bélanger est un auteur-compositeur-interprète québécois né le 26 décembre 1961 à Montréal, Québec.

## Biographie
En 1983, Daniel Bélanger forme le groupe Humphrey Salade qui se produit principalement sur la scène montréalaise. En 1986, il est finaliste au concours Rock Envol de Radio-Canada.
C'est en 1992 qu'il sort son premier album solo, Les insomniaques s'amusent, qui atteint le palmarès de la musique francophone au Québec avec son single Opium. En un an, il obtient un disque de platine, avec plus de 100 000 albums vendus. En 1996, c'est la sortie de son deuxième album, Quatre saisons dans le désordre.
En 1999, Daniel Bélanger fait paraître un album triple live, Tricycle.
En 2001, après une absence de cinq ans, Bélanger est de retour avec Rêver mieux. Puis suit, en 2003, Déflaboxe.
En 2007, paraît L'Échec du matériel avec, comme premier extrait, La Fin de L'Homme. La même année, il est en nomination pour le Prix Juno du compositeur de l'année.
En 2008, Daniel Bélanger annonce la sortie d'un album double, Joli chaos.  Sur le premier disque, on retrouve une compilation de 19 de ses grands succès et, sur le deuxième disque, des chansons inédites.
Le 19 mars 2008, il donne un concert gratuit où tous les spectateurs ont gagné des billets grâce à la radio. Il y interprète tous ses plus grands succès tels que Les temps fous, Chante encore et Dans un Spoutnik.
En 2009, c'est la sortie de son nouvel opus, Nous.
Bélanger est récipiendaire de plusieurs prix Félix de l'ADISQ. Il a, de plus, remporté le Prix Jutra 2006 de la meilleure musique pour son travail pour le film L'Audition, de Luc Picard. Parmi les autres compositions musicales, on compte le théâtre musical Belles-Sœurs de 2010, de Michel Tremblay (reprenant son œuvre Les Belles-Sœurs de 1965) ainsi que le théâtre musical Sainte Carmen de la Main, également de Michel Tremblay.
En 2010, Daniel Bélanger participe et écrit la musique du spectacle Paradis Perdu, en collaboration avec le biologiste et cinéaste Jean Lemire et l'auteur et metteur en scène Dominic Champagne. Malgré le succès du spectacle musical, la musique n’a jamais été publiée.
En 2013, il est mentor pour l'équipe d'Ariane Moffatt lors de la première saison de l'émission La Voix. Au cours de la même année, Bélanger lance son septième album intitulé Chic de ville.
En 2016, c'est la parution de Paloma, son huitième opus studio.
En 2020, c'est la sortie de l'album intitulé Travelling, un opus instrumental.
Le 30 août 2022, Daniel Bélanger lance le recueil de poésie Poids lourd.
L'auteur-compositeur-interprète annonce la sortie de son nouvel album, Mercure en mai, prévu pour le 14 octobre 2022. Le premier extrait de l’album, « J’entends tout ce qui joue (dans ta tête) », évoque ses débuts et ses premiers albums,.
En 2023, au gala de l'Association québécoise de l'industrie du disque, du spectacle et de la vidéo, Daniel Bélanger remporte cinq Félix.
En 2024, il remporte l’artiste masculin de l’année au Gala de L’ADISQ.

## Vie privée
Avant sa carrière musicale, durant cinq ans, il a été préposé aux bénéficiaires.

## Œuvre

### Discographie
Albums studio : 
Album Live :
Compilations :
- 2011 : 4 Albums Dans Le Désordre - Coffret 5 CD incluant Rêver Mieux, Déflaboxe, L'échec Du Matériel et Joli Chaos.

### Littérature
- 2000 : Erreur d'impression, Coronet liv. (poésie)[18]
- 2011 : Auto-Stop, Éditions Les allusifs. (roman)[19]
- 2022 : Poids lourd, Les Herbes rouges, Montréal, 104 p. (poésie)[20]

## Lauréats et nominations

### Gala de l'ADISQ

#### artistique
| Année | Catégorie                                                             | Pour                                                 | Résultat   |
| ----- | --------------------------------------------------------------------- | ---------------------------------------------------- | ---------- |
| 1992  | découverte de l'année                                                 | Daniel Bélanger                                      | nomination |
| 1992  | vidéoclip de l'année                                                  | Opium                                                | lauréat    |
| 1993  | album de l'année - pop/rock                                           | Les insomniaques s'amusent                           | lauréat    |
| 1993  | auteur ou compositeur de l'année                                      | Daniel Bélanger                                      | nomination |
| 1993  | interprète masculin de l'année                                        | Daniel Bélanger                                      | nomination |
| 1993  | vidéoclip de l'année                                                  | Quand le jour se lève                                | nomination |
| 1993  | vidéoclip de l'année                                                  | Sèche tes pleurs                                     | nomination |
| 1994  | album de l'année - meilleur vendeur                                   | Les insomniaques s'amusent                           | lauréat    |
| 1994  | chanson populaire de l'année                                          | La folie en quatre                                   | nomination |
| 1994  | interprète masculin de l'année                                        | Daniel Bélanger                                      | lauréat    |
| 1994  | spectacle de l'année - auteur-compositeur-interprète                  | Les insomniaques s'amusent                           | lauréat    |
| 1994  | vidéoclip de l'année                                                  | Ensorcelée                                           | lauréat    |

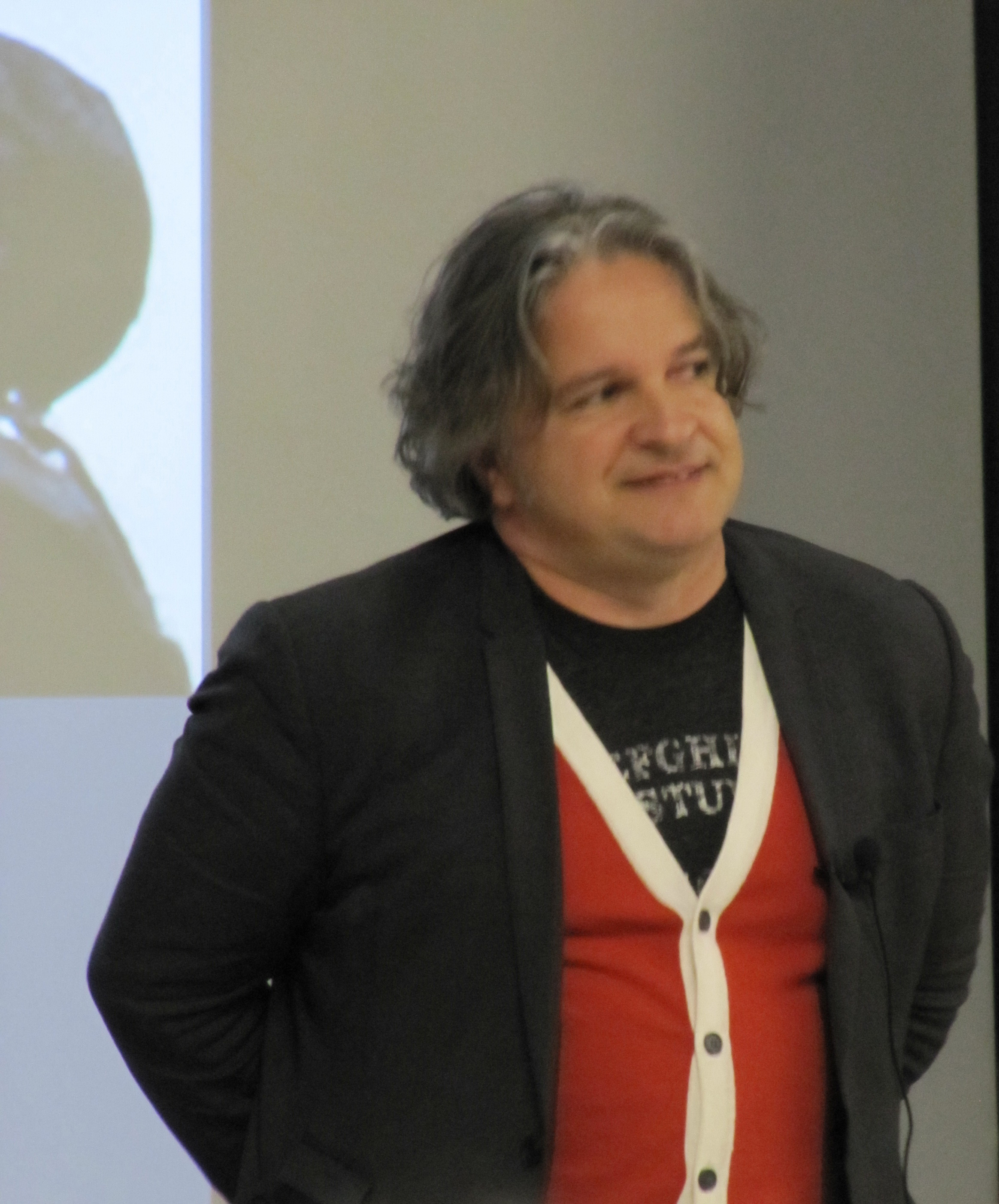
Daniel Bélanger, novembre 2011

| 1996  | album de l'année - pop/rock                                           | Quatre saisons dans le désordre                      | lauréat    |
| 1996  | auteur ou compositeur de l'année                                      | Daniel Bélanger                                      | lauréat    |
| 1996  | chanson populaire de l'année                                          | Les deux printemps                                   | nomination |
| 1996  | interprète masculin de l'année                                        | Daniel Bélanger                                      | nomination |
| 1997  | chanson populaire de l'année                                          | Les temps fous                                       | nomination |
| 1997  | interprète masculin de l'année                                        | Daniel Bélanger                                      | nomination |
| 1997  | spectacle de l'année - auteur-compositeur-interprète                  | Quatre saisons dans le désordre                      | lauréat    |
| 1997  | vidéoclip de l'année                                                  | Les temps fous                                       | lauréat    |
| 1998  | chanson populaire de l'année                                          | Le parapluie                                         | nomination |
| 1998  | interprète masculin de l'année                                        | Daniel Bélanger                                      | nomination |
| 1998  | vidéoclip de l'année                                                  | Le parapluie                                         | nomination |
| 1999  | chanson populaire de l'année                                          | En mon bonheur                                       | nomination |
| 2000  | album de l'année - pop/rock                                           | Tricycle                                             | nomination |
| 2000  | chanson populaire de l'année                                          | En mon bonheur (tout toi me manque)                  | nomination |
| 2000  | interprète masculin de l'année                                        | Daniel Bélanger                                      | nomination |
| 2002  | album de l'année - meilleur vendeur                                   | Rêver mieux                                          | lauréat    |
| 2002  | album de l'année - pop/rock                                           | Rêver mieux                                          | lauréat    |
| 2002  | auteur ou compositeur de l'année                                      | Daniel Bélanger                                      | nomination |
| 2002  | chanson populaire de l'année                                          | Rêver mieux                                          | nomination |
| 2002  | interprète masculin de l'année                                        | Daniel Bélanger                                      | lauréat    |
| 2002  | spectacle de l'année - auteur-compositeur-interprète                  | Rêver mieux                                          | lauréat    |
| 2003  | chanson populaire de l'année                                          | Fous n'importe où                                    | nomination |
| 2003  | interprète masculin de l'année                                        | Daniel Bélanger                                      | nomination |
| 2003  | vidéoclip de l'année                                                  | Dans mon spoutnik                                    | lauréat    |
| 2004  | album de l'année - musique électronique ou techno                     | Déflaboxe                                            | lauréat    |
| 2007  | album de l'année - pop-rock                                           | L'échec du matériel                                  | lauréat    |
| 2007  | auteur ou compositeur de l'année                                      | Daniel Bélanger                                      | lauréat    |
| 2007  | chanson populaire de l'année                                          | La fin de l'homme                                    | nomination |
| 2007  | interprète masculin de l'année                                        | Daniel Bélanger                                      | nomination |
| 2008  | interprète masculin de l'année                                        | Daniel Bélanger                                      | nomination |
| 2008  | spectacle de l'année - auteur-compositeur-interprète                  | L'échec du matériel                                  | lauréat    |
| 2010  | album de l'année - pop-rock                                           | Nous                                                 | lauréat    |
| 2010  | chanson populaire de l'année                                          | Reste                                                | nomination |
| 2011  | auteur ou compositeur de l'année                                      | Daniel Bélanger, René Richard Cyr et Michel Tremblay | nomination |
| 2011  | spectacle de l'année - auteur-compositeur-interprète                  | Nous                                                 | nomination |
| 2013  | album de l'année - choix de la critique                               | Chic de ville                                        | nomination |
| 2013  | album de l'année - rock                                               | Chic de ville                                        | nomination |
| 2013  | auteur ou compositeur de l'année                                      | Daniel Bélanger pour Chic de ville                   | nomination |
| 2013  | chanson populaire de l'année                                          | Je poursuis mon bonheur                              | nomination |
| 2013  | interprète masculin de l'année                                        | Daniel Bélanger                                      | nomination |
| 2014  | interprète masculin de l'année                                        | Daniel Bélanger                                      | nomination |
| 2014  | spectacle de l'année - auteur-compositeur-interprète                  | Chic de ville                                        | nomination |
| 2014  | vidéoclip de l'année                                                  | Je t'aime comme tu es                                | nomination |
| 2017  | album de l'année - choix de la critique                               | Paloma                                               | nomination |
| 2017  | album de l'année - meilleur vendeur                                   | Paloma                                               | nomination |
| 2017  | album de l'année - pop                                                | Paloma                                               | lauréat    |
| 2017  | auteur ou compositeur de l'année                                      | Daniel Bélanger                                      | nomination |
| 2017  | chanson de l'année                                                    | Il y a tant à faire                                  | nomination |
| 2017  | interprète masculin de l'année                                        | Daniel Bélanger                                      | nomination |
| 2017  | spectacle de l'année - auteur-compositeur-interprète                  | Paloma                                               | lauréat    |
| 2021  | album de l'année - musique instrumentale                              | Travelling                                           | lauréat    |
| 2023  | album de l'année - choix de la critique                               | Mercure en mai                                       | lauréat    |
| 2023  | album de l'année - pop                                                | Mercure en mai                                       | lauréat    |
| 2023  | album de l'année - succès populaire                                   | Mercure en mai                                       | nomination |
| 2023  | artiste masculin de l'année                                           | Daniel Bélanger                                      | lauréat    |
| 2023  | auteur ou compositeur de l'année / auteure ou compositrice de l'année | Daniel Bélanger                                      | lauréat    |
| 2023  | chanson de l'année                                                    | J'entends tout ce qui joue (dans ta tête)            | nomination |

#### industriel
| Année | Catégorie                                   | Pour | Résultat   |
| ----- | ------------------------------------------- | --- | ---------- |
| 1994  | émission de télévision de l'année - chanson | Daniel Bélanger - FrancoFolies de Montréal                                                                                   | nomination |
| 1996  | arrangeur de l'année                        | Daniel Bélanger, Rick Haworth, Jean-François Lemieux et Marc Lessard pour Quatre saisons dans la désordre de Daniel Bélanger | nomination |
| 1997  | metteur en scène de l'année                 | Daniel Bélanger, Michel Bélanger et Alain Lortie pour Quatre saisons dans la désordre de Daniel Bélanger                     | nomination |
| 2002  | arrangeur de l'année                        | Daniel Bélanger pour Rêver mieux de Daniel Bélanger                                                                          | nomination |
| 2002  | metteur en scène de l'année                 | Daniel Bélanger et Michel Bélanger pour Rêver mieux de Daniel Bélanger                                                       | nomination |
| 2002  | prise de son et mixage de l'année           | Carl Bastien, Daniel Bélanger, Michel Bélanger, Louis Legault et Paul Pagé pour Rêver mieux de Daniel Bélanger               | nomination |
| 2002  | réalisateur de disque de l'année            | Carl Bastien et Daniel Bélanger pour Rêver mieux de Daniel Bélanger                                                          | lauréat    |
| 2007  | réalisateur de disque de l'année            | Carl Bastien et Daniel Bélanger pour L'échec du matériel de Daniel Bélanger                                                  | nomination |
| 2008  | metteur en scène de l'année                 | Daniel Bélanger pour L'échec du matériel de Daniel Bélanger                                                                  | lauréat    |
| 2010  | scripteur de spectacle de l'année           | Daniel Bélanger, René Richard Cyr et Michel Tremblay pour Les belles-sœurs d'artistes variés                                 | nomination |
| 2011  | arrangeur de l'année                        | Stéphane Aubin et Daniel Bélanger pour Les belles-soeurs d'artistes variés                                                   | nomination |
| 2011  | metteur en scène de l'année                 | Daniel Bélanger et Gabriel Pontbriand pour Nous de Daniel Bélanger                                                           | nomination |
| 2013  | arrangeur de l'année                        | Daniel Bélanger pour Chic de ville de Daniel Bélanger                                                                        | nomination |
| 2014  | scripteur de spectacle de l'année           | Daniel Bélanger pour Chic de ville de Daniel Bélanger                                                                        | nomination |
| 2017  | mise en scène et scénographie de l'année    | Daniel Bélanger | nomination |
| 2017  | réalisateur de disque de l'année            | Daniel Bélanger | nomination |
| 2023  | pochette de l'année                         | Secret City Records et Daniel Bélanger                                                                                       | nomination |
| 2023  | prise de son et mixage de l'année           | Daniel Bélanger et Pierre Girard                                                                                             | nomination |
| 2023  | réalisation de disque de l'année            | Daniel Bélanger | lauréat    |

### Prix Juno[41]
| Année | Catégorie                       | Pour                                                                    | Résultat   |
| ----- | ------------------------------- | ----------------------------------------------------------------------- | ---------- |
| 1997  | album francophone le plus vendu | Quatre saisons dans le désordre                                         | nomination |
| 2003  | artiste de l'année              | Daniel Bélanger                                                         | nomination |
| 2003  | album de l'année                | Rêve mieux                                                              | nomination |
| 2003  | album francophone de l'année    | Rêve mieux                                                              | lauréat    |
| 2008  | compositeur de l'année          | Daniel Bélanger pour La fin de l'homme, Sports et loisirs et Télévision | nomination |
| 2008  | album francophone de l'année    | L'échec du matériel                                                     | lauréat    |
| 2011  | album francophone de l'année    | Nous                                                                    | nomination |
| 2014  | album francophone de l'année    | Chic de ville                                                           | nomination |
| 2014  | vidéo de l'année                | Je t'aime comme tu es (avec Agathe Bray-Bourret)                        | nomination |
| 2018  | album francophone de l'année    | Paloma                                                                  | lauréat    |
| 2023  | album francophone de l'année    | Mercure en mai                                                          | nomination |

### Gala Québec Cinéma
| Année | Catégorie                   | Pour             | Résultat |
| ----- | --------------------------- | ---------------- | -------- |
| 2006  | meilleure musique originale | L'Audition       | lauréat  |
| 2023  | meilleure musique originale | Confessions      | lauréat  |
| 2024  | meilleure musique originale | Nos belles-sœurs | lauréat  |